# Исключение из членства в ООН
Исключение из членства в ООН — процедура, предусмотренная статьёй 6 главы II Устава ООН, согласно которой государство-член организации, систематически нарушающее принципы Устава, может быть исключено из ООН Генеральной Ассамблеей по рекомендации Совета Безопасности. В настоящее время только одно государство исключено из организации — Китайская Республика (Тайвань), согласно резолюции Генеральной Ассамблеи 2758 1971 года.
Устав также отдельно позволяет приостановить членство государства в Генеральной Ассамблее ООН.

## История
Во время существования предшественницы ООН — Лиги наций — из неё был исключён Советский Союз за развязывание советско-финской (Зимней) войны.

### Китайская Республика (Тайвань)
После победы Китайской Народной Республики (КНР) в китайской гражданской войне и эвакуации Гоминьдана на остров Тайвань КНР стала лоббировать исключение Китайской Республики из ООН. В частности, в 1971 году КНР через своих посредников передала письмо из МИДа своей страны, заявив, что Тайвань являлся территорией, возвращённой после Второй мировой войны, и что Пекин «не будет иметь абсолютно ничего общего с [ООН]», если оно примет позицию двух Китаев, одного Китая, одного Тайваня или неопределённости статуса Тайваня. Это заявление было повторено на дебатах в Генеральной Ассамблее ООН. В то время это рассматривалось как вопрос представительства (то есть чьё правительство должно представлять Китай в ООН), а не как вопрос принятия КНР в ООН. В итоге, Китайская Республика была лишена членства в ООН в 1971 году, после 26 лет, и заменена КНР в Совете Безопасности. Исключение произошло несмотря на то, что Китайская Республика, а не КНР, являлась одной из стран-основательниц ООН и имела международно-правовое признание других стран. Тем не менее, в Уставе ООН, который был принят до этого, сохранилось упоминание Китайской Республики (Тайваня) среди постоянных членов Совета Безопасности.

## Предлагаемое исключение России
После вторжения России на Украину в 2022 году и принятия резолюции Генеральной Ассамблеи ООН ES-11/1 членство России в Совете Безопасности ООН было подставлено под сомнение. В частности, было отмечено, что постоянный член Совета Безопасности с правом вето стал страной-изгоем без каких-либо последствий. Хотя членство России закреплено в статье 23 Устава ООН, а её право вето не может быть отменено на основании статьи 27 Устава, был предложен механизм исключения России или приостановки её членства в ООН. Это предполагает исключение через Генеральную Ассамблею, что может быть сделано согласно статье 18 Устава, поскольку, если страна лишается своего места в Ассамблее, она также лишается его и в Совете Безопасности. Для этого Советом Безопасности должна быть принята резолюция об исключении или приостановлении членства России, которая затем должна быть передана в Генеральную Ассамблею в соответствии со статьей 12 Устава ООН. Затем Генеральная Ассамблея должна проголосовать квалифицированным большинством в две трети +1 за исключение России или приостановление её членства. Согласно статье 27 Устава ООН, при обсуждении Советом Безопасности вопроса, касающегося одного из его членов, сторона вопроса должна воздержаться от голосования. Это позволяет Совету Безопасности избежать вето России при вынесении вопроса на рассмотрение Генеральной Ассамблеи.